# FranSSe
 (juillet 2014).
Si vous disposez d'ouvrages ou d'articles de référence ou si vous connaissez des sites web de qualité traitant du thème abordé ici, merci de compléter l'article en donnant les références utiles à sa vérifiabilité et en les liant à la section « Notes et références ».
FranSSe (France avec deux S typographiés  comme deux Sieg Rune, initiales de la Schutzstaffel (SS)) est un morceau du rappeur Monsieur R (Richard Makela) figurant sur l'album Politikment Incorrekt sorti en 2004. Le morceau et son clip ont fait l'objet d'une polémique en France, son auteur ayant été accusé d'incitation à la haine contre les Français, et de sexisme envers les femmes.

## La polémique
Le clip de la chanson a été très critiqué. En effet, lors du refrain, où Monsieur R chante : « La France est une garce n'oublie pas de la baiser, jusqu'à l'épuiser, comme une salope faut la traiter », on y voit deux femmes seins nus ne portant qu'une toute petite culotte à peine visible, en agitant un drapeau français.
D'autre part, la France y est comparée au régime nazi : « Mes frères musulmans sont haïs, comme mes frères juifs à l’époque du Reich, de l'Allemagne des nazis. »
Le rappeur déclare stigmatiser des dirigeants parlant au nom de la France, qu'il accuse de néo-colonialisme, et d'aller à rebours des valeurs d'ouverture de son pays d'adoption. Dans le clip, il reprend notamment des extraits du discours de Jacques Chirac lors de son élection en 1995, ou encore d'une rencontre entre le président et l'ancien dictateur controversé du Zaïre, Mobutu Sese Seko.
Un syndicat de police, Action Police CFTC, au nom duquel a parlé Michel Thooris, estimant que les policiers étaient insultés par ledit album, a attaqué le rappeur en justice pour incitation au terrorisme (un islamiste proche d'« Al-Qaïda » apparaissant sur le clip, pour stigmatiser l'« islamophobie » selon le mis en cause).
Le député UMP de la Moselle François Grosdidier, en se joignant à la cause du mouvement deux semaines après le lancement de l'appel, a véritablement lancé la polémique. 
Monsieur R fut sous le coup de poursuites judiciaires visant à censurer[réf. nécessaire] son album, ce qui est arrivé  en 2003 au groupe Sniper. Leur rap est jugé par certains comme incitant à la haine envers la France, le gouvernement français, les Français et les blancs en général. Dans le cas de Sniper, la justice a donné tort aux plaignants. 
Dans le cas de Monsieur R, l'action en justice a été déclarée irrecevable (le verdict a été rendu le 26 juin 2006).
À cette occasion, Monsieur R a évoqué Georges Brassens : « Quand Brassens dit, « J'aime les gendarmes sous forme de macchabée », ça n'en fait pas un tueur de gendarmes », et a invoqué la liberté d'expression. Il a justifié la violence de son texte en disant que la violence est présente dans les banlieues.

## Un clip politique et engagé
Le clip met en scène des choses très peu courantes dans le rap français : de jeunes femmes dénudées ont des comportements évocatifs propres aux codes des films pornos tout au long du clip. Les jeunes femmes se déhanchent sur le capot d'une voiture de type SUV militaire. Le rappeur Monsieur moooook ne porte pas la casquette de rappeur, mais un képi. Il porte l'uniforme de la légion étrangère.
Le clip s'ouvre sur les paroles de Jacques Chirac lors de son discours d'élection en 1995, où il évoque l'universalité du message de la France, qu'il entend porter à l'étranger. Des images d'un journal télévisé de l'intervention de l'armée française en Côte d'Ivoire défilent alors, sur lesquelles on voit des personnes courir et crier de peur au son d'une fusillade initiée par les militaires. Monsieur R commence son rap par ces paroles : « Quand je parle de la France, je ne parle pas du peuple français, mais des dirigeants de l'État français », et il rappelle les périodes de l'esclavage et de la colonisation.
Monsieur R s'oppose à ce qui est pour lui le racisme lié à la couleur de la peau : « Si être français, c'est une question de couleur, tu comprends pourquoi ma haine prend sa source dans la douleur. » 
Il dénonce en vrac les discriminations à l'embauche, les ventes d'armes en Afrique, le chômage qui se propage, ainsi que les problèmes d'orientation de l'éducation nationale. Il dénonce la France qui parle des Droits de l'homme, alors qu'elle a selon lui enfanté des régimes impériaux et colonialistes, Monsieur R cite ici Napoléon et Charles de Gaulle.
Pour lui, il faudra que le futur se construise ensemble, avec tous les Français, et que la France appartient aussi aux Français issus de l'immigration.
Des images de corps mutilés sont également montrés tout au long du clip.
Pendant le clip, des messages apparaissent en haut de l'écran : « Les étrangers sont plus souvent déférés que les Français (68 % contre 35 %) », il s'agit parfois de paroles de Jacques Chirac (référence au fameux discours sur "le bruit et l'odeur") : « Les étrangers coûtent cher à la sécu », suivi de « Une enquête de l'ENA montrent en 1984 cotisent plus qu'il ne perçoivent dans les secteurs déficitaires de la Sécu : 7,6 % pour le régime maladie alors qu'ils ne touchent que 6,3 % des prestations. De même, ils cotisent à hauteur de 7,9 % pour les retraites, alors qu'ils ne perçoivent que 5 % » ou encore la pauvreté relative des français issus de l'immigration par rapport à la population française : « Chez les Français non-immigrés, la proportion de locataires en HLM n'est que de 14,5 %, elle est de 22,7 chez les Français par acquisition. » ou encore le chômage :« Le taux de chômage chez les Français par acquisition ayant entre 15 et 29 ans reste élevé, avec plus de 25 %, ce qui le rend plus proche de celui des étrangers que de celui des Français de naissance. »
Le clip se termine sur une image de Jacques Chirac embrassant et félicitant le général Mobutu en 1998, alors que défile le texte : « Maréchal Mobutu, dictateur sanguinaire qui a régné pendant plus de 30 ans, en République démocratique du Congo. Durant son règne, il a assassiné des centaines de milliers de civils ainsi que tous ses opposants politiques. »